# Абакиров, Мамут
Мамут Абакиров (1912 год, село Токбай-Талаа, Ошский уезд, Ферганская область — 2003 год) — заведующий коневодческой фермой колхоза «Ленинчил-Жаш» Советского района Ошской области, Киргизская ССР. Герой Социалистического Труда (1948).

## Биография
Родился в 1912 году в крестьянской семье в селе Токбай-Талаа Ошского уезда.
Получил начальное образование. С 1931 года — рядовой колхозник, с 1935 года — бригадир полеводческой бригады в местном колхозе (позднее — колхоз «Ленинчил-Жаш» Советского района). С июня 1942 года участвовал в Великой Отечественной войне. Воевал сапёром в составе 6-го отдельного гвардейского мотоинженерного Городокского Краснознамённого батальона 159-й танковой бригады. В 1942 году вступил в ВКП(б).
После демобилизации возвратился на родину и продолжил трудиться коневодом в колхозе «Ленинчил-Жаш» Советского района. Позднее был назначен заведующим коневодческой фермой в этом же колхозе.
В 1947 году под его руководством на коневодческой ферме было выращено 90 жеребят от 90 кобыл. Указом Президиума Верховного Совета СССР от 15 сентября 1948 года «за получение в 1947 году высокой продуктивности животноводства при выполнении колхозом обязательных поставок сельскохозяйственных продуктов и плана развития животноводства по всем видам скота» удостоен звания Героя Социалистического Труда с вручением Ордена Ленина и золотой медали Серп и Молот.
Трудился в колхозе до выхода на пенсию. Скончался в 2003 году.

## Награды
- Герой Социалистического Труда
- Орден Ленина
- Орден Красной Звезды (19.07.1944)
- Орден Славы 3 степени (26.04.1945)
- Медаль «За трудовую доблесть»